# Ånge

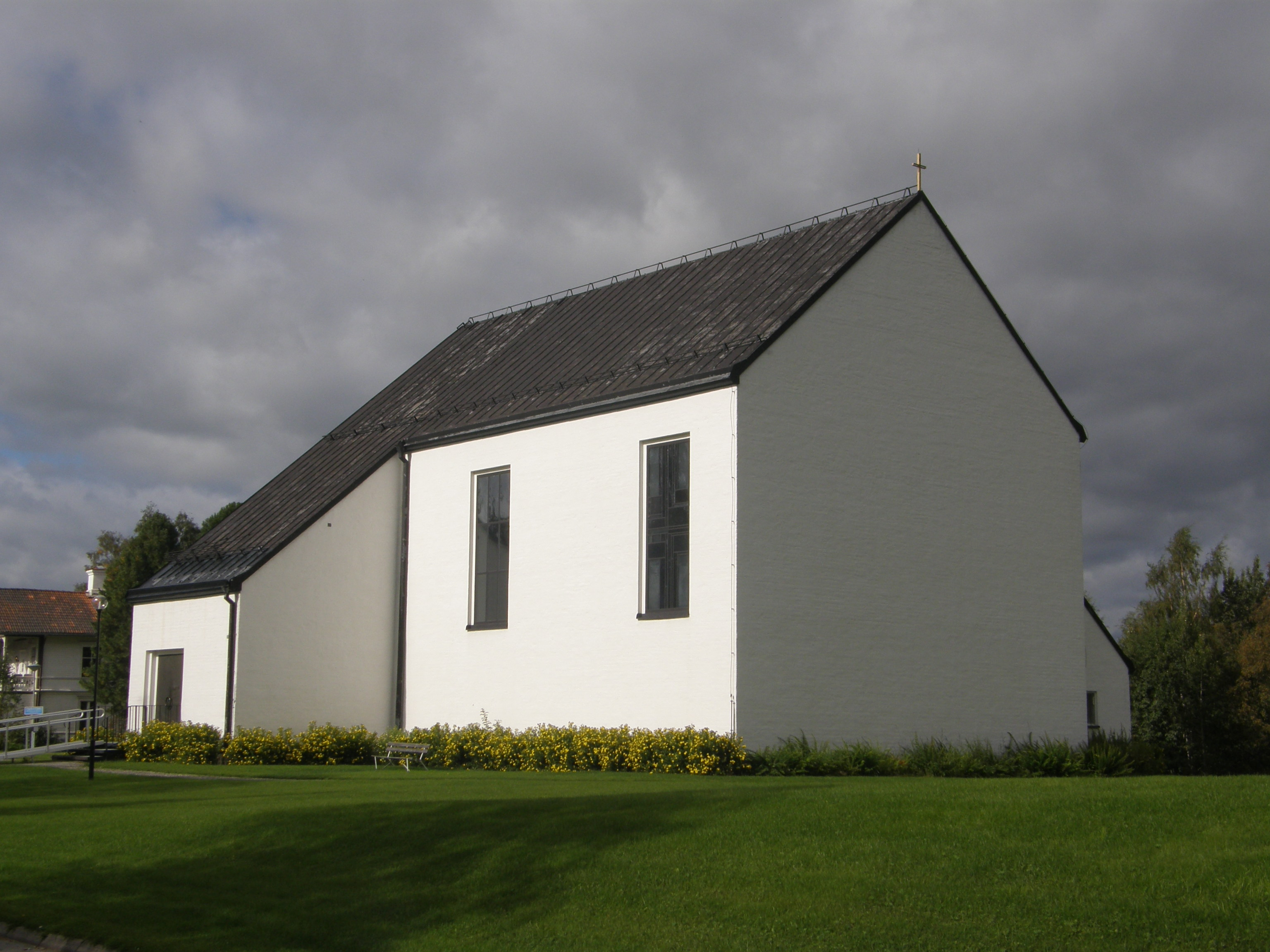
Igreja de Ånge

Ånge ( PRONÚNCIA) é uma pequena cidade da província histórica de Medelpad, situada a 90 km a oeste de Sundsvall. Tem cerca de 2 872 habitantes e é a sede do município de Ånge, no condado de Västernorrland situado no Norte da Suécia.

## Comunicações
Ånge está localizada junto ao rio Ljungan, aí começando a Estrada Nacional 83 que se prolonga até Tönnebro. A cidade é um importante nó ferroviário atravessado pelas linhas Setentrional e Central.

## Desporto
- Ånge IF (clube de futebol)[4]

## Cidades irmãs
- Malvik, Noruega
- Oravais, Finlândia
- Ogre, Letónia
- Beng, Laos